# Night Passage (album)

## Tracce
1. "Night Passage" (Zawinul) – 6:33
2. "Dream Clock" (Zawinul) – 6:29
3. "Port of Entry" (Shorter) – 5:10
4. "Forlorn" (Zawinul) – 3:53
5. "Rockin' In Rhythm" (Carney, Ellington, Mills) – 3:03
6. "Fast City" (Zawinul) – 6:21
7. "Three Views of a Secret" (Pastorius) – 5:55
8. "Madagascar" (Zawinul) [live in Osaka, Japan, June 28 or 29, 1980] – 10:57

## Formazione
- Josef Zawinul - tastiere
- Wayne Shorter sax tenore, sax soprano
- Jaco Pastorius - basso
- Peter Erskine - batteria
- Robert Thomas Jr. - percussioni